# Belehjar
Belehjar (persiska: بِلِهجَر, بله جر) är en ort i Iran.   Den ligger i provinsen Kurdistan, i den nordvästra delen av landet, 500 km väster om huvudstaden Teheran. Belehjar ligger 1 574 meter över havet och antalet invånare är 492.
Terrängen runt Belehjar är huvudsakligen kuperad. Belehjar ligger nere i en dal. Runt Belehjar är det ganska glesbefolkat, med 50 invånare per kvadratkilometer. Närmaste större samhälle är Markhoz, 13,1 km nordost om Belehjar. Trakten runt Belehjar består i huvudsak av gräsmarker.